# Klonimir Strojimirović
Klonimir Strojimirović – książę serbski z dynastii Wyszesławiców, pretendent do tronu serbskiego.
Był synem księcia Strojimira, po obaleniu przez brata Muncimira przebywającego wraz z rodziną na wygnaniu w Bułgarii. Z inicjatywy chana bułgarskiego Borysa I Michała został ożeniony z nieznaną z imienia Bułgarką, z którą miał syna Czasława. W 897 lub 898 roku, wykorzystując zamieszanie po wcześniejszej próbie przejęcia tronu serbskiego przez innego pretendenta, Brana Muncimirovicia, wkroczył przypuszczalnie przy wsparciu bułgarskim na terytorium Serbii i zajął gród Destinik. Niedługo potem poległ jednak w bitwie z księciem Piotrem Gojnikoviciem.